# Nevera del Ginoteta
Nevera del Ginoteta és un pou de glaç d'Alforja (Baix Camp) inclòs a l'Inventari del Patrimoni Arquitectònic de Catalunya.

## Descripció
Estructura cilíndrica. Obra de pedra seca, amb cúpula de rajola coberta amb terra a l'exterior.
Diàmetre estimat: 9-10 metres. Profunditat: 10 metres des del cim de la cúpula. El forat de càrrega és circular, de 156 centímetres de diàmetre, al centre de la cúpula.
S'hi té entrada per dins el mas del Ginoteta, per una finestra de 90 cm d'alçada per 60 cm d'amplada. El gruix de la paret és de 1,6 metres.
Al cantó oest del pou, a una alçada superior a la de l'entrada, hi ha una finestra rectangular cegada amb terra acumulada a l'exterior del pou. A l'extrem diametralment oposat, hi ha una altra obertura, que dona a l'exterior, amb aspecte de tremuja de càrrega.

## Història
NOTA DE 1987:
La documentació examinada no diu a quina nevera es refereix de les quatre que hi havia hagut a Alforja.
Sabem que el 1616 es va arrendar la neu d'un pou. Altres notícies que hem vist són en documents del 1619, 1722, 1766 i 1775.